# Resolutie 273 Veiligheidsraad Verenigde Naties
Resolutie 273 van de Veiligheidsraad van de Verenigde Naties van 9 december 1969 werd met dertien stemmen voor en twee onthoudingen aangenomen op de 1520e vergadering van de VN-Veiligheidsraad. Spanje en de Verenigde Staten waren de landen die zich onthielden. De resolutie veroordeelde Portugal voor het onder vuur nemen van een dorp in Senegal, in het kader van de oorlog die gevoerd werd tegen rebellen in Portugees-Guinea.

## Achtergrond
Toen na de Tweede Wereldoorlog de dekolonisatie van Afrika op gang kwam, ontstonden ook in de Portugese koloniën op het continent onafhankelijkheidsbewegingen. In tegenstelling tot andere Europese landen voerde het dictatoriale regime dat Portugal destijds kende dertien jaar lang oorlog in Angola, Guinee-Bissau, Kaapverdië en Mozambique. Behalve in Guinee-Bissau kon het Portugese leger overal de bovenhand halen, maar de oorlog kostte handenvol geld en het land raakte internationaal geïsoleerd. Pas toen de Anjerrevolutie in 1974 een einde maakte aan de dictatuur, werden ook de koloniën als laatsten in Afrika onafhankelijk.
De rebellen in Portugees-Guinea werden gesteund door buurland Senegal. Het Portugese leger schond dan ook geregeld de grens tussen beide landen in de strijd tegen de rebellen, en Senegal had hiervoor al verschillende klachten ingediend.

## Inhoud
Het Portugese leger had verschillende keren het dorp Samine in het zuiden van Senegal beschoten vanuit de basis Bégène in Portugees-Guinea. Op 25 november waren daarbij één dode en acht gewonden gevallen, werd een politiekantoor geraakt en twee huizen verwoest. Op 7 december vielen vijf doden en raakte een vrouw zwaargewond. Deze aanvallen werden sterk veroordeeld. Portugal werd wederom opgeroepen de soevereiniteit van Senegal te respecteren. Indien niet zou de Veiligheidsraad nieuwe maatregelen overwegen.

## Verwante resoluties
- Resolutie 218 Veiligheidsraad Verenigde Naties
- Resolutie 268 Veiligheidsraad Verenigde Naties
- Resolutie 275 Veiligheidsraad Verenigde Naties
- Resolutie 289 Veiligheidsraad Verenigde Naties

Lijst ·  263 ·  264 ·  265 ·  266 ·  267 ·  268 ·  269 ·  270 ·  271 ·  272 ·  273 ·  274 ·  275